# ヒメグモ
ヒメグモ（姫蜘蛛）は、丸い腹が黄色のクモ類である。シートを持つ籠網を作る。

## 特徴
ヒメグモ(Parasteatoda japonica (Boes. et Str.))は、ヒメグモ科オオヒメグモ属に属するクモの一種である。人里から森林内まで広く見られるクモのひとつである。なお、単にヒメグモと言えばヒメグモ科の総称としても使える。そのため、混乱を避ける目的でこの種の和名をニホンヒメグモとする提案もなされている。
雌は体長4-5mm、頭胸部は黄色く、頭部の幅が狭い。腹部が丸く、足はきゃしゃで長い。全体に黄色く、特に腹部は黄色に三つの暗い斑点があるように見えるのが目立つ。中央の黒い斑紋を挟むように白い帯が前後に走り、左右の黒斑の後ろにその横枝が出る。腹部の斑紋に個体によって濃淡があり、色が薄いものでは黒い斑紋のみが見えることもある。

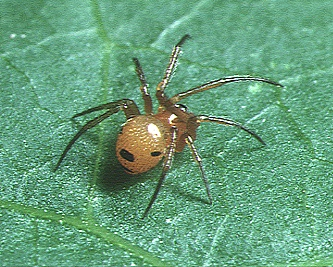
雄成虫

雄は体長2-3mm、斑紋は単純になっている。

## 習性
潅木の枝先などに、不規則網を張る。この種の特徴として、カゴ状に張られた不規則な糸だけでなく、その下側に水平なシートを作る。シートはサラグモのように不規則に張り合わされた糸からなるが、サラグモの網とは異なり、シートは網の真ん中にない。そのシートのやや上、不規則網の真ん中辺りに巻き込んだ枯れ葉を釣り、クモはその内側に隠れるのが常である。

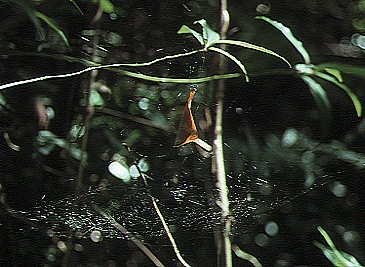
網・中央の枯葉にクモが潜む

枯れ葉ではなく、複数の小枝やゴミなどをまとめてある場合もある。死んだセミの腹部をぶら下げていた例もある。いずれにせよ、内側に隙間を作ってあり、クモはその中にいる。また、産卵もその中で行い、卵嚢をそこに隠し、生まれた幼虫もしばらくここに隠れる。
卵嚢は径が1.5-4mmで、卵嚢内の卵数は平均で20個であった。幼生は約一週間で卵嚢より出てきて、そこでまどいを作る。雌親は子の幼生に食物を与える行動を取る。雌親は捕らえた獲物を自分で食う場合には一カ所を噛むだけだが、幼生に与える場合には数カ所を噛む。幼生は網の中に散らばり、雌親には近づかないが、このように数カ所を噛んでいると、次第に集まってきて、獲物にそれぞれ噛みつく。雌親が離れると、獲物は幼生達に取り囲まれ、食われる。このような行動は数時間おきに行われ、夜にも行われる。母親は約三週間にわたって餌を供給する。

## 分布と生育環境
北海道、本州、四国、九州から知られる。国外では韓国と中国に分布がある。
ちょうど人間の目の高さ辺り、低くても地上1m位の木の枝先など、やや開放的な空間に生息する。

## 近似種
コンピラヒメグモ(A. kompirensis (Boes. et Str.))、キヒメグモ(A. asiatica (Boes. et Str.))などはヒメグモよりやや小型だが、いずれも黄色っぽい腹部に黒い斑点があるので、よく似ている。斑点の位置などは異なるが、外見では判断が難しい場合もある。
なお、この類は分類上の扱いが流動的な部分があり、たとえばTheridionとしたりすることもある。そのため、分類体系の変更によってヒメグモがヒメグモ属から外れる場合や、逆にヒメグモが所属する属をヒメグモ属に改名する例などがある。